# Bangsund
Bangsund är en tätort i Namsos kommun i Trøndelag fylke i mellersta Norge.
Orten utgjorde tidigare centralort i dåvarande Klinga kommun i Nord-Trøndelag fylke.